# Our Happy Hardcore
Our Happy Hardcore – drugi studyjny album niemieckiej grupy Scooter, wydany 28 marca 1996 roku. Promujące single to: „Back In The U.K.”, „Let Me Be Your Valentine”, „Rebel Yell”.

## Lista utworów
1. Let Me Be Your Valentine – 5:42
2. Stuttgart – 4:52
3. Rebel Yell – 3:57
4. Last Minute – 2:57
5. Our Happy Hardcore – 5:25
6. Experience – 4:56
7. This Is Monstertune – 4:22
8. Back In The U.K. – 3:25
9. Hysteria – 5:18
10. Crank It Up – 4:08

## Notowania
| Kraj/Region | Pozycja | Status | Sprzedaż |
| ----------- | ------- | ------ | -------- |
| Węgry       | 1       |        |          |